# 상해탄
《상해탄》(新上海灘, Shanghai Grand)은 홍콩에서 제작된 반문걸 감독의 1996년 액션, 범죄, 스릴러 영화이다. 장국영 등이 주연으로 출연하였고 진풍 등이 제작에 참여하였다.

## 출연

### 주연
- 장국영
- 유덕화
- 닝징

### 조연
- 황패하

## 기타
- 프로듀서: 향화강